# Universitatea de Stat din Kazan
Universitatea de Stat din Kazan (în rusă Казанский университет) își are sediul în Kazan, Tatarstan, Rusia. A fost fondată în 1804. Faimosul matematician rus Nicolai Ivanovici Lobacevski era rectorul Universității din 1827 până în 1846. 
Universitatea din Kazan este cunoscută de asememea și ca "locul de naștere al chimiei organice" grație lucrărilor lui Aleksandr Butlerov, Vladimir Markovnikov, Aleksandr Arbuzov și alții.

## Personalități care și-au legat numele de Universitatea din Kazan
- Alexandr Arbuzov
- Mili Balakirev
- Alexandr Butlerov
- Vladimir Ilici Lenin (exmatriculat ca student)
- Nicolai Lobacevski
- Vladimir Markovnikov
- Lev Tolstoi
- Nicolai Beketov
- Michael Minsky (Spirin)